# Stoke Gifford
Stoke Gifford – wieś i civil parish w Anglii, w hrabstwie ceremonialnym Gloucestershire, w dystrykcie (unitary authority) South Gloucestershire. Leży 8 km na północ od miasta Bristol i 168 km na zachód od Londynu. W 2011 roku civil parish liczyła 15 494 mieszkańców. Stoke Gifford jest wspomniana w Domesday Book (1086) jako Estoch/Stoche.